# Канби (Минесота)
Канби (енгл. Canby) град је у америчкој савезној држави Минесота.

## Демографија
По попису из 2010. године број становника је 1.795, што је 108 (-5,7%) становника мање него 2000. године.
| Група             | 2000.         | 2010.         |
| Белци             | 1.867 (98,1%) | 1.727 (96,2%) |
| Афроамериканци    | 4 (0,2%)      | 5 (0,3%)      |
| Азијати           | 3 (0,2%)      | 6 (0,3%)      |
| Хиспаноамериканци | 16 (0,8%)     | 43 (2,4%)     |
| Укупно            | 1.903         | 1.795         |